# Эллисон Мур
Эллисон Мур (англ. Allison Moore, настоящее имя — Стефани Эллисон Ханнеган, 7 июля 1984, Калифорния, США) — американская порноактриса и танцовщица, лауреат премии NightMoves Award.

## Биография

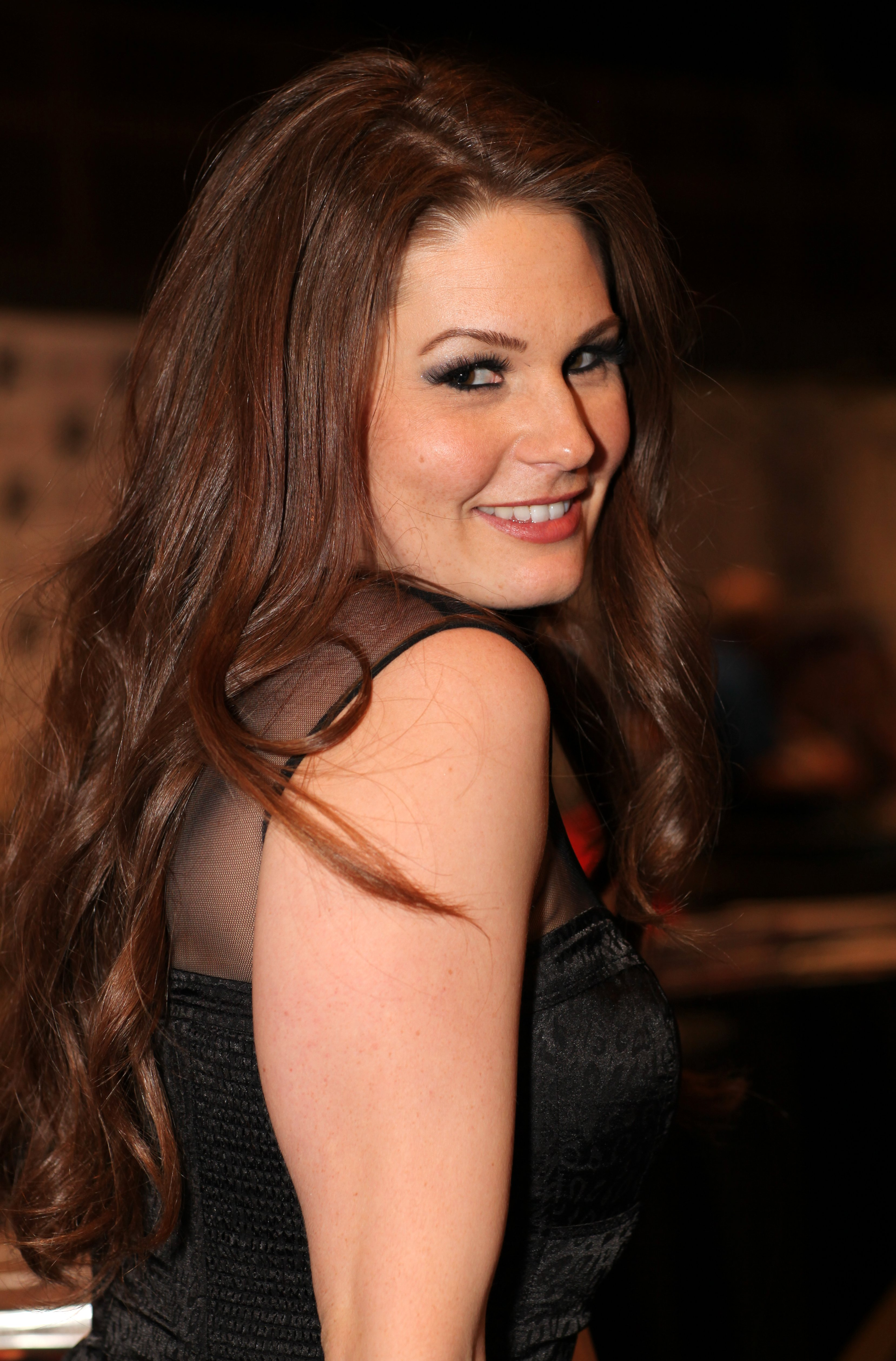

Мур, сценическое имя Стефани Эллисон Ханнеган, родилась в штате Калифорния 7 июля 1984 года. В ранние годы играла в пьесах. В сентябре 2010 года, в возрасте 26 лет, решила начать карьеру в порноиндустрии, будучи воодушевлена на это своим первым мужем. В том же году снялась в своей первой сцене для студии Bang Bros.
В качестве порноактрисы работала с множеством других студий и изданий, например Evil Angel, Hustler, Elegant Angel, Adam & Eve, Axel Braun Productions, Lethal Hardcore, 3rd Degree, Pure Play Media, Penthouse, Naughty America и Reality Kings.
В 2014 году она была номинирована на премию XBIZ за лучшую сцену в фильме Housewife 1 on 1 28.
В 2015 году впервые номинируется на премию AVN Awards.
В том же году снялась в фильме Keeping Up With Kiara Mia вместе с Энди Сан Димас, Киарой Миа (Kiara Mia), Лексингтоном Стилом (Lexington Steele) и Вероникой Авлав. Фильм представляет собой порно-пародию на реалити-шоу Семейство Кардашян сестёр Кардашян. В нём Эллисон Мур сыграла Хлои Кардашян.
На сегодняшний день снялась более, чем в 190 фильмах.

## Награды и номинации
| Год  | Церемония             | Результат | Номинация                                 | Работа              |
| ---- | --------------------- | --------- | ----------------------------------------- | ------------------- |
| 2013 | Sex Awards            | Номинация | Самая сексуальная взрослая звезда         | -                   |
| 2014 | Nightmoves            | Победа    | Лучшая грудь                              | -                   |
| 2014 | Nightmoves Fan Awards | Номинация | Лучшая грудь                              | -                   |
| 2014 | XBIZ Award            | Номинация | Лучшая сцена в видеоролике                | Housewife 1 on 1 28 |
| 2015 | Премия AVN            | Номинация | Выбор фанатов: самая горячая MILF актриса | -                   |
| 2015 | Премия AVN            | Номинация | Premio fan: MILF más caliente             | -                   |
| 2015 | Nightmoves            | Номинация | Лучшая грудь                              | -                   |
| 2015 | Nightmoves Fan Awards | Номинация | Лучшая грудь                              | -                   |
| 2015 | Spank Bank Awards     | Номинация | Лучшая MILF актриса                       | -                   |
| 2016 | Премия AVN            | Номинация | Выбор фанатов: самая горячая MILF актриса | -                   |
| 2016 | Премия AVN            | Номинация | Выбор фанатов: лучшая интернет-звезда     | -                   |
| 2017 | Spank Bank Awards     | Номинация | Boobalicious Babe of the Year             | -                   |
| 2017 | Spank Bank Awards     | Номинация | Ravishing Redhead of the Year             | -                   |

## Избранная фильмография
- Big Tit Soccer Mom Orgy,[9]
- C yoU Next Tuesday,[10]
- D Licious 3 Sums,[11]
- Gangbang Auditions 27,[12]
- Housewives Orgy 3,[13]
- It’s A Mommy Thing 8,[14]
- Mean Facesitters 7,[15]
- Mommy Does It Better 2,[16]
- Oops I Creampied in My Step Mom 3,[17]
- Rectal Fuckfest,[18]
- Real Wife Stories 16[19]
- Sex POV 9[20].